# Therme Loipersdorf

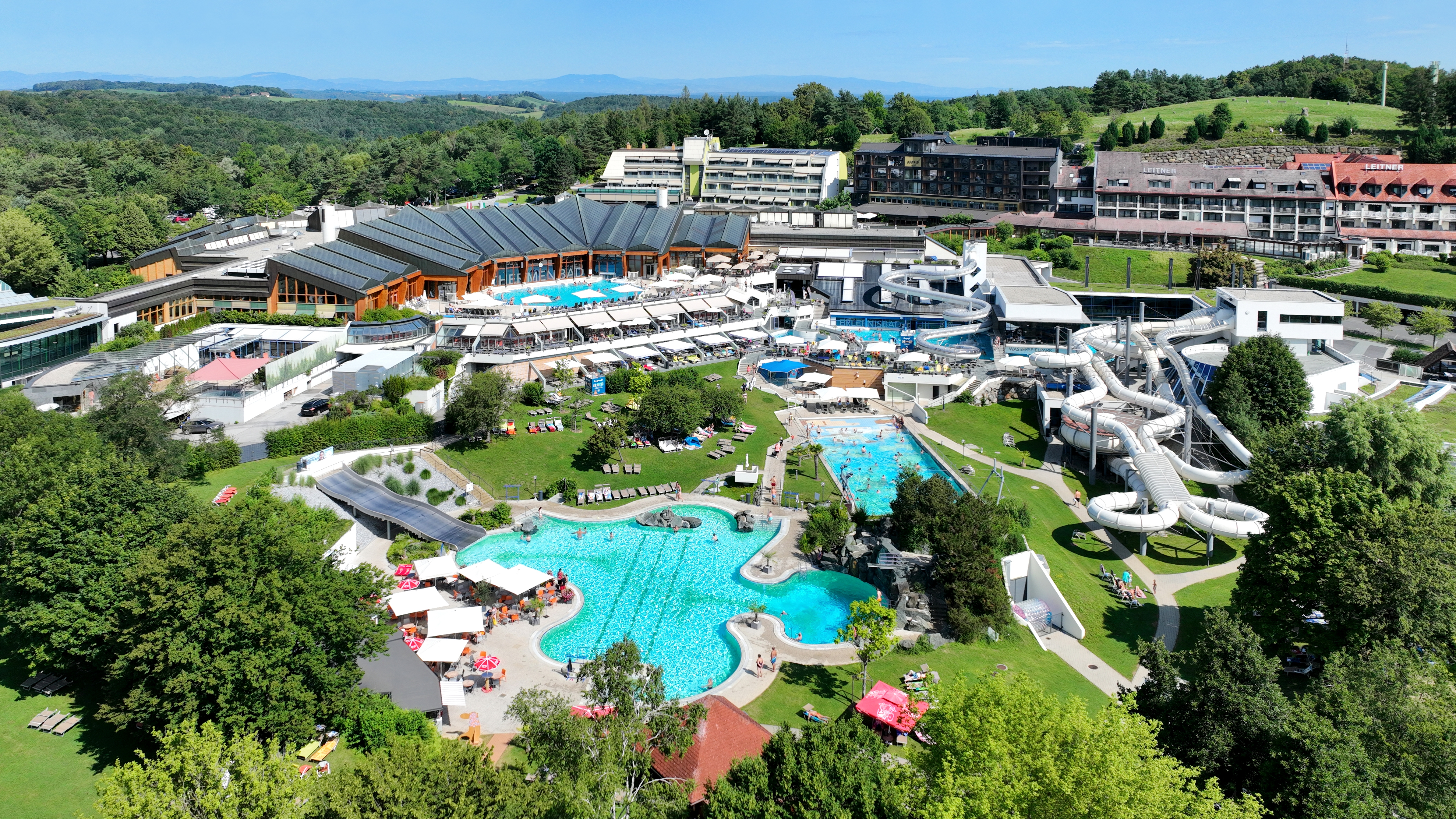
Therme Loipersdorf

Die Therme Loipersdorf ist ein Thermalbad in der Gemeinde Bad Loipersdorf im Thermen- und Vulkanland Steiermark.

## Geschichte
Im Juni 1972 führte die Rohöl-Gewinnungs AG in der Ortschaft Neubrennten im Gemeindegebiet Loipersdorf die Tiefbohrung „Binderberg 1“ mit der Absicht durch, Erdöl- und Erdgasvorkommen aufzuspüren. Am 10. Juli desselben Jahres wurde man in Folge eines Bohrunfalles auf Thermalwasservorkommen aufmerksam. Verursacht wurde dieser Ausbruch durch eine gasführende Schicht (CO2), auf die man in 1700 Metern Tiefe stieß. Bohrungen werden in der Regel mit einer Schwerfüllung befüllt, um dem Hochgehen einer Bohrung entgegenzuwirken, jedoch war die Spülmenge in diesem konkreten Fall zu gering und nicht schwer genug. Die gefundene Wassermenge war zunächst niedrig. Zugleich wurde eine hohe CO2-Konzentration festgestellt. In einer Tiefe von 1728,70 Metern wurden die Bohrarbeiten beendet, um den Fokus auf höhere Schichten zu legen. Das 62 Grad heiße Thermalwasser, welches unter anderem durch aufsteigendes CO2 erwärmt wird, wurde aus einer Tiefe von 1038–1108 Metern gewonnen.
Im Juni 1975 erfolgte die Gründung der Gesellschaft „Thermalquelle Loipersdorf GesmbH & Co KG“. Ursprünglich befanden sich 85 % der Gesellschaft im Eigentum des Landes Steiermark, 15 % im Besitz der neun Umgebungsgemeinden. Geschäftsführer der Gesellschaft wurde Horst Wagner.
1977 wurden einen halben Luftkilometer von der ursprünglichen Bohrstelle entfernt weitere Bohrungen auf dem Lautenberg durchgeführt. Im Zuge dessen stieß man in 1100 bis 1200 Metern Tiefe auf Thermalwasser, das eine ebenso gleichwertig hochwertige Wasserqualität aufwies. Charakteristisch für den aufgespürten Wasserfund waren eine Temperatur von 60 Grad und eine tägliche Schüttung von 500.000 Litern. Zu dem damaligen Zeitpunkt erwartete man, dass die Quelle für mindestens ein Jahrhundert Wasser liefern würde.
Ein altes Bauernhaus, rund 100 Meter östlich des Bauplatzes der eigentlichen Therme gelegen, diente als Lokalität für einen Feldversuch, das Thermenkonzept in der Praxis zu testen. Gleichzeitig wurde das Gebäude vor einem geplanten Abriss bewahrt. Im Hof des Hauses wurde ein einfaches Betonbecken eingerichtet, in der Scheune befand sich ein Rundbecken. Am 15. Juli 1978 wurde das sogenannte Schaffelbad eröffnet und verbuchte im ersten Jahr Besucherzahlen von 90.000. In weiterer Folge wurden Umbauarbeiten vorgenommen, unter anderem wurde das Hofbecken eingehaust und die Terrasse verglast. In den Anfangszeiten nach dem Fund der Thermalquelle war es üblich, Thermalwasser durch Pumpen direkt aus den Quellen zu gewinnen und dieses in Kanistern als Gratisabgaben für den Privathaushalt auszuhändigen.
Am 25. September 1981 fand die Eröffnung der nahe gelegenen, eigentlichen Haupttherme und der angeschlossenen Sauna statt. Für die Gestaltung der Anlage der Therme war ein Architekturwettbewerb ausgeschrieben worden, welches das Grazer Architekturbüro Ilgerl-Peneff-Walch  für sich entschied.
In der Nacht vom 24. auf 25. September 1983 brach ein Feuer in der Therme aus. Die Brandursache konnte nicht eindeutig eruiert werden, man ging jedoch von einem Defekt im Saunaofen aus. Tage zuvor musste im Zuge von Reinigungsarbeiten eine glühende Holzwand hinter der Sauna gelöscht werden. Vom Feuer ausgenommen waren das Untergeschoß mit seinen technischen Anlagen, ein großer Teil des Erlebnisbades und das unweit gelegene Schaffelbad. Bei dem Brand kamen keine Personen zu Schaden. Am 29. September 1985 wurde die Therme unter dem Motto „Loipersdorf baut auf“ wiedereröffnet, erweitert um ein vergrößertes Saunadorf, eine Solarienlandschaft, eine gelbe Rutsche und eine thermeneigene Kapelle. Der Fokus wurde zunehmend auf das Tagesgeschäft gerückt.
Ab 1993 folgten zusätzliche Umbauarbeiten. 1995–1996 erfolgte ein Ausbau des Schaffelbades, es kamen unter anderem eine Schwitzlandschaft und Biotope hinzu. Im Zuge der Osterweiterung der Therme wurde das Erlebnisbad erweitert und ein Strand mit echtem Sand geschaffen. 2001 wurde das Schaffelbad 3 eröffnet.

## Infrastruktur

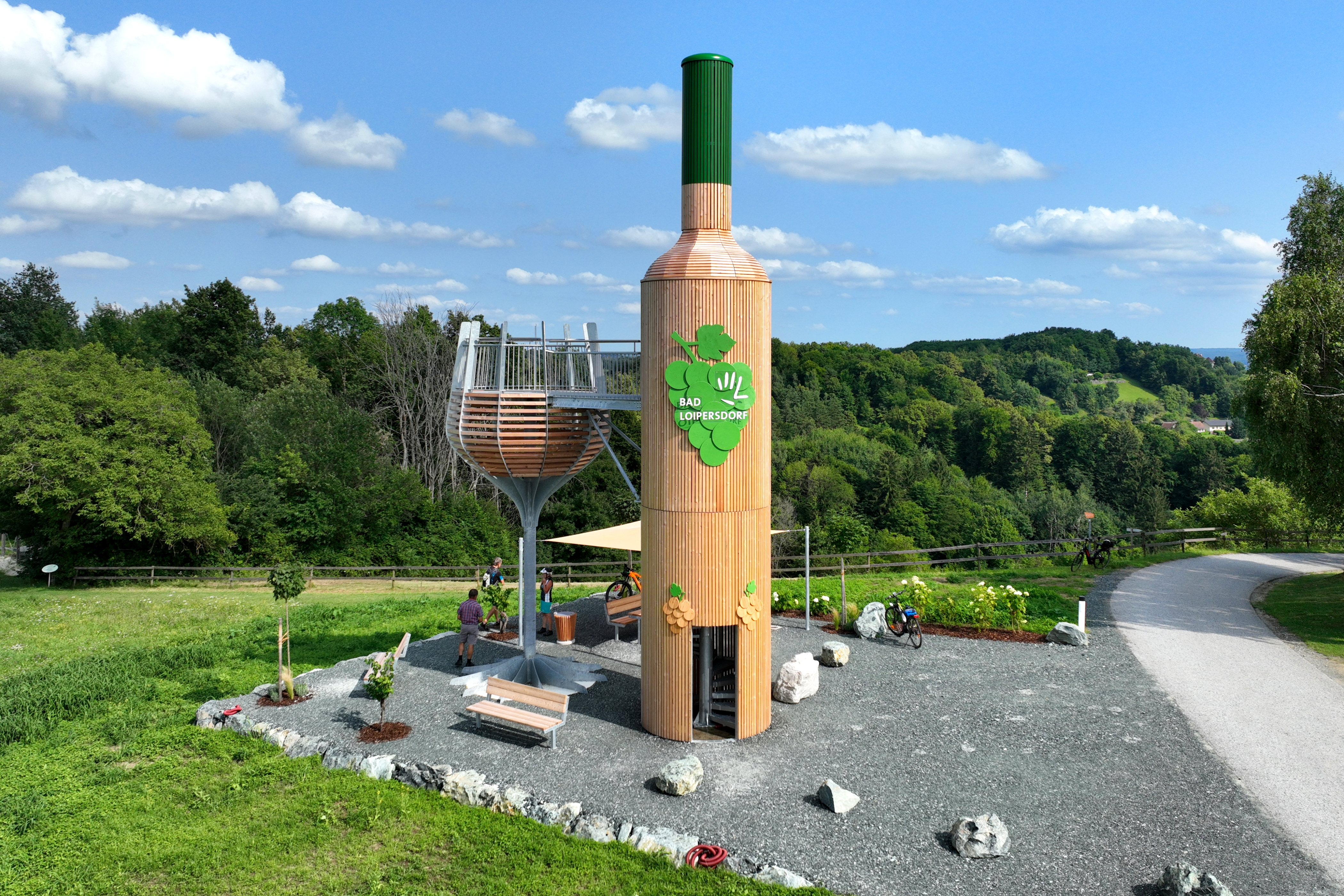
Aussichtswarte auf dem Lautenberg; 2023 errichtet als Teil des Wein-Erlebnis-Wegs

Die Therme Loipersdorf verfügt über eine Gesamtfläche von 36.000 m2 und gliedert sich in mehrere Bereiche. Die „Erlebniswelt“ ist der mit 23.000 m2 flächenmäßig größte Bereich, welchem unter anderem ein Freibereich, eine Multimediarutsche, ein Wellenbad und ein Strand angehören. Das „Schaffelbad“ (8.500 m2) mit dem Römerbecken, Felsenbad und Atriumbecken versteht sich als eine Ruhezone. Die „Thermalwelt“ beinhaltet ein Saunadorf, Warm- und Kaltwasserbecken, Innen- und Außenbecken, ein Salarium, Felsenduschen und ein römisches Dampfbad. Darüber hinaus gibt es eine Therapiewelt.
Der tägliche Wasserverbrauch beträgt 970.000 Liter, wobei mit zwei Dritteln Anteil an der Gesamtmenge deutlich mehr Thermal- als Süßwasser verbraucht wird. Abhängig von der Jahreszeit beläuft sich die jährliche Fördermenge von Wasser auf 140.000 bis 226.300 m3. In der Anlage stehen 35 Becken zur Verfügung, 16 davon mit Süßwasser und 19 mit Thermalwasser, mit einer gesamten Füllmenge von 4.500 m3. Es sind 9 Thermalwasser- und 9 Süßwasseraufbereitungsanlagen in Verwendung.
Die jährlichen Besucherzahlen liegen bei rund 630.000. Das Fassungsvermögen der Innenbereiche liegt in den Wintermonaten bei etwa 2.000 Personen. In den Sommermonaten erhöht sich diese Zahl auf das Doppelte, da die Außenbereiche hinzukommen. Die Therme richtet sich mit ihrem Angebot sowohl an Familien als auch Senioren und alleinstehende Personen.

## Verkauf 2022
Die Eigentümer – bis dahin Gemeinden, Hoteliers und das Land Steiermark, suchten zur Weiterentwicklung Investoren zur starken Beteiligung oder Käufer. Vereinbart wurde am 8. Juli 2022 der Verkauf an ein Konsortium aus 3 steirische Firmen: Merkur Versicherung, die Betreiber der Therme in Bad Gleichenberg und das Bauunternehmen Granit. Von den  Käufern wurde eine Erneuerung der Technik und ein Campingplatz angekündigt.

## Wasserqualität
Im Laufe der Geschichte der Therme Loipersdorf wurden einige Studien zur Wirksamkeit des Thermalwassers durchgeführt. Die Medizinische Universität Graz und das Landesklinikum St. Pölten konnten in ihrer 2011 publizierten Studie nachweisen, dass ein 25-minütiges Bad in Thermalwasser den Kortisolspiegel im Speichel deutlich sinken lässt. Der Kortisolgehalt ist ein Indikator für Stress im menschlichen Körper. Die Studie wurde an Thermen des steirischen Thermenlandes durchgeführt. 1976 stellte das Institut für Anorganische und Analytische Chemie der Universität Graz Untersuchungen zur Charakteristik des Wassers in der Therme Loipersdorf an. Weiters untersuchte das Institut für analytische Chemie der Universität Graz von K. J. Irgolic im Jahre 1996 das Wasser auf Qualität und Inhaltsstoffe. Weitere Untersuchungen wurden von Prof. Scheminsky an der Universität Innsbruck durchgeführt. Charakteristisch für das Thermalwasser der Therme Loipersdorf sind die hohe Mineralisierung (7.500 mg gelöste mineralische Inhaltsstoffe pro Liter Wasser), eine Vielfalt an Kationen und Anionen, sowie ein hoher Salzgehalt. Auf Basis der Inhaltsstoffe kann das Wasser als „thermaler Natrium-Chlorid-Hydrogencarbonat-Mineralsäuerling“ bezeichnet werden.